# Mikkey Dee

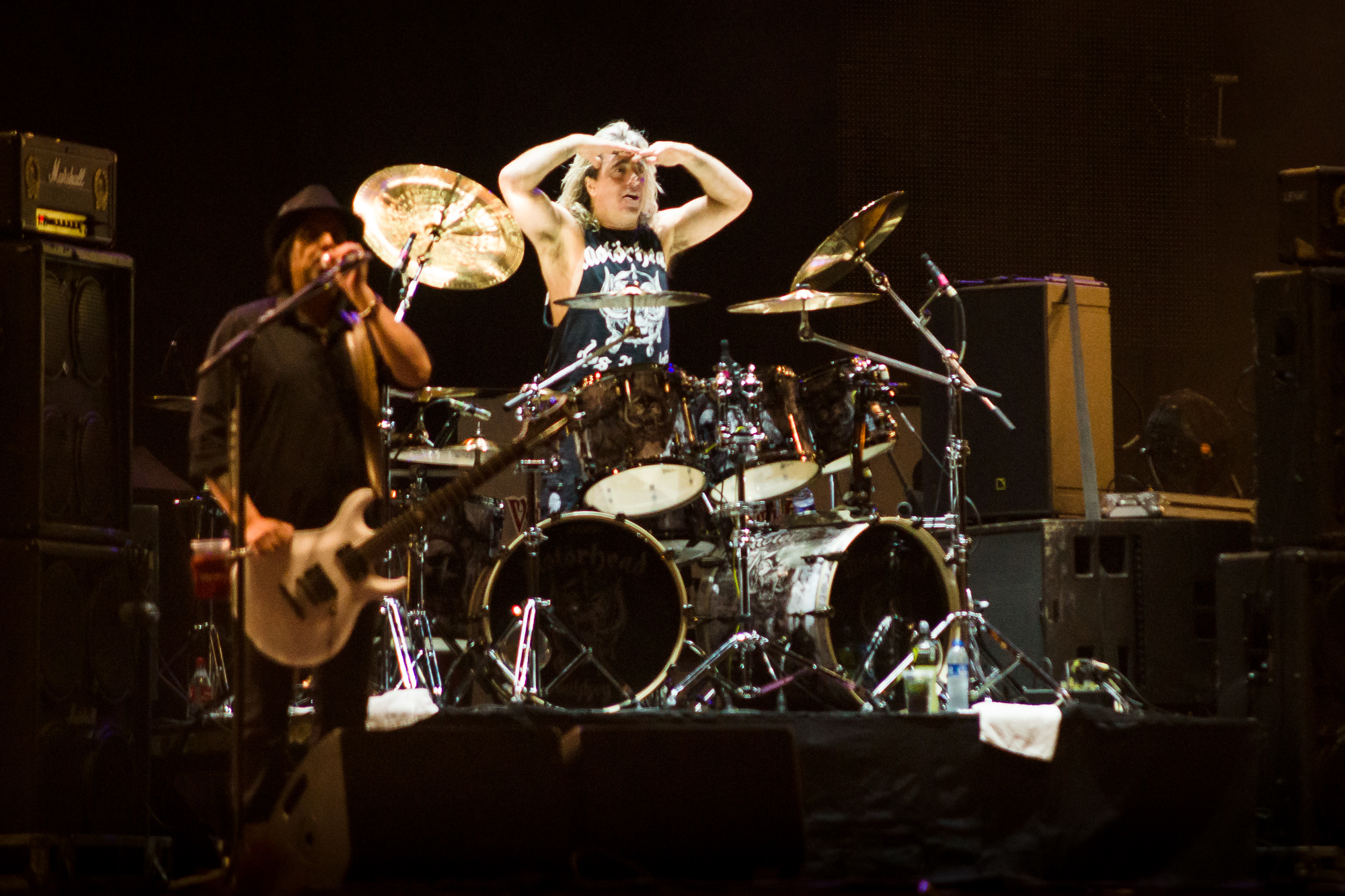
Mikkey Dee con i Motörhead all'Ursynalia Festival 2013 di Varsavia.

Mikkey Dee, nato Michael Kiriakos Delaoglou (in greco Μιχαήλ Κυριάκος Δελάογλου) (Göteborg, 31 ottobre 1963), è un batterista svedese che ha militato nella heavy metal band britannica Motörhead e attualmente membro degli Scorpions.

## Biografia
Nato a Göteborg in Svezia da famiglia di origine greca, ha cominciato la sua carriera musicale con i gruppi locali Nadir e Geisha. Muovendosi verso Copenaghen, nel 1985, si è unito a King Diamond, che stava cercando membri supplementari per completare la sua formazione. Dopo l'uscita dell'EP The Dark Sides, Mikkey Dee decise di lasciare la band pensando che il suo ruolo stesse diventando più quello di un musicista di riserva che quello di un vero e proprio membro del gruppo. Per esempio, King stava diventando sempre più popolare mentre i musicisti che lo affiancavano rivestivano sempre più ruoli marginali nella stesura e nell'elaborazione (eccetto il chitarrista Andy LaRocque); King era spesso anche l'unica persona che rispondeva per l'intero gruppo alle interviste. Mikkey ha comunque continuato a lavorare per King Diamond nelle loro sessioni di registrazione.
Si è unito anche a Don Dokken per il suo album solista Up From the Ashes, che ritiene uno dei suoi migliori album registrati.
Lemmy Kilmister gli aveva chiesto già nel 1985 di unirsi ai Motörhead, ma Mikkey entrò nella band soltanto nel 1992 rimpiazzando Phil Taylor dopo il suo addio definitivo. La prima canzone che ha registrato con i Motörhead è Hellraiser dall'album March ör Die, mentre ha partecipato al suo primo concerto il 30 agosto 1992 a Saratoga negli USA.
Ha anche partecipato alle registrazioni dell'album degli Helloween del 2003 Rabbit Don't Come Easy, sostituendo in quell'occasione il batterista Mark Cross.
Inoltre, lo scorso 21 aprile, durante un concerto tutto esaurito dei King Diamond al Karen di Gotheborg, di Svezia, Mikkey Dee è ritornato (almeno per una sera), a essere il batterista della sua prima band.
Nei primi mesi del 2007, il musicista è stato ospite dell'ultimo album dei Pain (Psalms of Extinction), per la canzone "Zombie Slam", che è stata accompagnata anche con un video.
È un grande appassionato di hockey e un grande tifoso della squadra locale Frölunda HC.

Dopo la scomparsa di Lemmy Kilmister, una sua dichiarazione ha posto fine alla storia dei Motorhead:
"Non faremo più né tour né altro. E non ci saranno altri dischi. Il marchio, però, sopravviverà, e Lemmy vivrà nei cuori di tutti noi"
Successivamente, durante il corso del 2016, diventa membro permanente degli Scorpions in sostituzione di James Kottak, impegnato a curarsi dai suoi problemi di salute, dopo essere stato licenziato.

## Discografia

### King Diamond
- 1986 – Fatal Portrait
- 1987 – Abigail
- 1988 – Them
- 1988 – The Dark Sides (EP)
- 1989 – Conspiracy
- 1991 – In Concert 1987: Abigail (album dal vivo)

### Helloween
- 2003 – Rabbit Don't Come Easy (ad eccezione dei brani Don't Stop Being Crazy e Listen To The Flies)

### Don Dokken
- 1990 – Up from the Ashes

### Motörhead
- 1992 – March ör Die
- 1993 – Bastards
- 1995 – Sacrifice
- 1996 – Overnight Sensation
- 1998 – Snake Bite Love
- 2000 – We Are Motörhead
- 2002 – Hammered
- 2004 – Inferno
- 2006 – Kiss of Death
- 2008 – Motörizer
- 2011 – The Wörld is Yours
- 2013 – Aftershock
- 2015 – Bad Magic
- 2017 – Under Cöver

### Scorpions
- 2022 – Rock Believer

### Altri album
- 2005 – Jet Circus – Look At Death Now
- 2006 – Liberty N' Justice – Soundtrack Of A Soul
- 2011 – Nanne – My Rock Favourites
- 2021 – Mad Invasion – Edge Of The World

### Partecipazioni
- 2000 – Artisti Vari – Metallic Assault: A Tribute to Metallica (batteria nel brano Welcom Home (Sanitarium) con Whitfield Crane, Scott Ian, John Marshall e Tony Levin)
- 2001 – Artisti Vari – Stone Cold Queen: A Tribute (batteria nel brano We Will Rock You con Jeff Pilson, Bob Kulick, Bruce Kulick e Jack Russell)
- 2005 – Heartbreak Radio – Heartbreak Radio (batteria nel brano Rockin' The Night con Mikael Erlandsson, Joel Starander, Tommy Denander e Pierre Wensberg)
- 2005 – Artisti Vari – Numbers from the Beast: An All Star Salute to Iron Maiden (batteria nel brano Fear Of The Dark con Ricky Phillips, Craig Goldy e Chuck Billy)
- 2006 – Artisti Vari – Butchering The Beatles - A Headbashing Tribute (batteria nel brano Hey Bulldog con Duff McKagan, Steve Vai e Alice Cooper)
- 2007 – Artisti Vari – Independent MC - 20 Years On The Road: The Album (batteria nel brano Russian Lullaby con gli E-Type & The Scandinavian Headbangers)
- 2014 – Artisti Vari – Ronnie James Dio - This Is Your Life (batteria nel brano Starstruck con i Motörhead e Biff Byford)

### Collaborazioni
- 1987 – Shu•Bi•Dua – Shu•Bi•Dua 12 (batteria nel brano Mange Tak)
- 1992 – John Norum – Face the Truth (batteria nel brano Distant Voices)
- 2007 – Pain – Psalms of Extinction (batteria nel brano Zombie Slam)
- 2010 – Der W – Autonomie! (batteria nel brano Machsmaulauf)
- 2016 – Artisti Vari – Fevered Dreams In The Witch House (batteria nel brano Signum Crucis: Unholy Mutation (SC:UM))

## Videografia
- 2001 – Motörhead – 25 & Alive Boneshaker
- 2005 – Motörhead – Stage Fright
- 2005 – United – Where Is The Fire
- 2011 – Motörhead – The Wörld Is Ours - Vol. 1: Everywhere Further Than Everyplace Else
- 2012 – Motörhead – The Wörld Is Ours - Vol. 2: Anyplace Crazy as Anywhere Else
- 2016 – Motörhead – Clean Your Clock

### Filmografia
- 2010 - Lemmy